# Municipio de Jefferson (condado de Hillsdale)
El municipio de Jefferson (en inglés: Jefferson Township) es un municipio ubicado en el condado de Hillsdale en el estado estadounidense de Míchigan. En el año 2010 tenía una población de 3063 habitantes y una densidad poblacional de 32,76 personas por km².

## Geografía
El municipio de Jefferson se encuentra ubicado en las coordenadas 41°51′7″N 84°32′18″O / 41.85194, -84.53833. Según la Oficina del Censo de los Estados Unidos, el municipio tiene una superficie total de 93.5 km², de la cual 91,93 km² corresponden a tierra firme y (1,68 %) 1,57 km² es agua.

## Demografía
Según el censo de 2010, había 3063 personas residiendo en el municipio de Jefferson. La densidad de población era de 32,76 hab./km². De los 3063 habitantes, el municipio de Jefferson estaba compuesto por el 97,16 % blancos, el 0,42 % eran afroamericanos, el 0,26 % eran amerindios, el 0,46 % eran asiáticos, el 0,2 % eran de otras razas y el 1,5 % eran de una mezcla de razas. Del total de la población el 0,85 % eran hispanos o latinos de cualquier raza.